# Erdemir
Ereğli Demir ve Çelik Fabrikaları T.A.Ş., eller blot Erdemir, er en tyrkisk stålproducent.
Erdemir begyndte stålproduktion i 1965 og har hovedkvarter i Karadeniz Ereğli, Zonguldak. De driver også stålværket i İskenderun og datterselskabet İsdemir.